# Scaptodrosophila latifasciola
Scaptodrosophila latifasciola är en tvåvingeart som först beskrevs av Toyohi Okada och Carson 1983.  Scaptodrosophila latifasciola ingår i släktet Scaptodrosophila och familjen daggflugor. Inga underarter finns listade i Catalogue of Life.